# Lynn Kinnear
Lynn Kinnear (* 15. Februar 1960 in Edinburgh; † 9. März 2024) war eine britische Landschaftsarchitektin.

## Leben
Lynn Kinnear studierte Landschaftsarchitektur unter anderem bei David Skinner am Edinburgh College of Art, einer Hochschule der Heriot-Watt University, bevor sie in Architekturbüros wie Skidmore, Owings and Merrill (SOM) im Londoner Büro und Gillespies in London arbeitete und 1991 ihr eigenes Büro Kinnear Landscape Architects (KLA) in London gründete und zu einem europaweit anerkannten Büro entwickelte.
In ihrer dreißigjährigen Karriere entwarf Kinnear zahlreiche Spielplätze, darunter Drapers Fields und Normand Park, sowie Parks, öffentliche Plätze und Spielräume für Schulen, darunter die Chobham Academy in Newham und die Daubeney School in Hackney. Im Jahr 2015 wurde das Büro mit dem Stirling Prize für die Burntwood School in Staffordshire ausgezeichnet und erhielt die President's Medal und den Urban Design and Masterplanning Award des Landscape Institute (LI) für das Projekt Brentford High Street. Lynn Kinnear hielt 2016 die Grundsatzrede auf der Konferenz der International Federation of Landscape Architects (IFLA). Mehrfach erhielt sie den RIBA-Award des Royal Institute of British Architects. Ab 1985 war sie Mitglied des Landscape Institute und zudem weiterer Beratungsmandate.
Kinnear galt als „eine der herausragenden Landschaftsarchitektinnen ihrer Generation“, so die britische Wochenzeitung The Observer.
Im Jahr 2017 wurde bei ihr Krebs diagnostiziert, aber sie führte ihr Büro bis 2023 weiter. Sie starb am 9. März 2024 im Alter von 64 Jahren.